# Operacja Dni Pokuty (2024)
Operacja „Dni Pokuty” (hebr. ‏מִבְצָע יְמֵי תְּשׁוּבָה‎, miwca jemej tszuwa) – izraelska operacja wojskowa przeprowadzona 26 października 2024 roku, której założeniem było zbombardowanie celów wojskowych na terenie Iranu.
Nazwa nawiązuje do dziesięciu Dni Pokuty trwających od Rosz ha-Szana do Jom Kipur.

## Kontekst
Izrael twierdził, że ten atak był odpowiedzią na irańską operację „Dotrzymana Obietnica 2” z 1 października oraz inne ataki proirańskich milicji, które miały miejsce w poprzedzających miesiącach.
18 października 2024 na jednym z kanałów Telegramu opublikowano dwa wyciekłe tajne dokumenty wywiadu zagranicznego z Agencji Bezpieczeństwa Narodowego i Narodowej Agencji Wywiadu Przestrzennego Stanów Zjednoczonych. Dotyczyły one izraelskich planów odwetu na Iranie za ataki na Izrael w październiku 2024 oraz ujawniły szczegóły dotyczące izraelskich kwestii wojskowych, w tym zdobyte w wyniku obrazowania satelitarnego przeprowadzonego przez wywiad Stanów Zjednoczonych na izraelskich siłach powietrznych. 

## Przebieg
Około godziny 1:48, ponad 100 izraelskich samolotów, w tym F-35I „Adir” rozpoczęło ostrzał celów związanych z Korpusem Strażników Rewolucji w Teheranie i jego okolicach, takich jak bazy wojskowe, fabryka dronów w podstołecznym Szamsabadzie czy baterie S-300 rozstawione wokół portu lotniczego im. ajatollaha Chomejniego. Izraelskie ataki ominęły natomiast infrastrukturę cywilną, taką jak rafinerie ropy naftowej, elektrownie i zakłady wodociągowe, a także urzędników politycznych i wojskowych.
Podczas tej operacji Siły Powietrzne Izraela naruszyły przestrzeń powietrzną Syrii (gdzie około 2:00 zareagowała obrona przeciwlotnicza) i Iraku.
Według oświadczenia Sił Obronnych Izraela (ang. skrót. IDF), operacja zakończyła się około 5:00 i objęła 20 celów.
Według strony irańskiej w wyniku ataku zginęło 4 żołnierzy irańskiej armii, a nie Korpusu Strażników Rewolucji.

## Reakcje
- Iran: państwowe kanały telewizyjne jedynie wspomniały o ataku i powstrzymały się od informowania o jakichkolwiek szkodach, sugerując słabość ataku i szybki powrót mieszkańców stolicy do rzeczywistości[9]. Sztab Generalny oświadczył, że Iran zastrzega sobie prawo do odpowiedzi „we właściwym czasie”, dodając też, że Iran domaga się zawieszenia broni w Strefie Gazy i Libanie[12]. W Meszhedzie odbyła się antyizraelska demonstracja[14].
- Izrael: rzecznik Sił Obronnych Izraela Dani’el Hagari powiedział, że Izrael wybrał cele operacji z „szerokiego wachlarza miejsc” i że będzie w stanie „wybrać z niego dodatkowe cele i zaatakować je, jeśli zajdzie taka potrzeba”, dodając, że „jest to jasny komunikat – ci, którzy zagrażają Państwu Izrael, zapłacą wysoką cenę”[13].
- Palestyna: Hamas oświadczył, że stanowczo potępia „syjonistyczną agresję przeciwko Islamskiej Republice Iranu oraz ataki na obiekty wojskowe w kilku prowincjach”, dodając, że jest to „eskalacja zagrażającą bezpieczeństwu regionu”[15].
- Stany Zjednoczone: Rzecznik Rady Bezpieczeństwa Narodowego, Sean Savett, powiedział, że izraelski atak „ominął obszary zaludnione (…) w przeciwieństwie do ataku Iranu na Izrael, który był wymierzony w najludniejsze miasto Izraela”. Dodał, że Stany Zjednoczone wzywają Iran do zaprzestania ataków na Izrael, „aby ten cykl walk mógł się zakończyć bez dalszej eskalacji”[16].